# Laarbeekbos
Laarbeekbos är en skog i Belgien.   Den ligger i provinsen Hainaut och regionen Vallonien, i den centrala delen av landet.
Runt Laarbeekbos är det i huvudsak tätbebyggt. Runt Laarbeekbos är det mycket tätbefolkat, med 8 045 invånare per kvadratkilometer.